# ماهی قوزی
ماهی قوزی (نام علمی: Gibberichthys) نام یک سرده از راسته سرپخ‌ماهی‌سانان است.